# 訃報 1972年6月
訃報 1972年6月（ふほう 1972ねん6がつ）では、1972年（昭和47年）6月中に物故した、又は物故が報じられた人物についてまとめる。

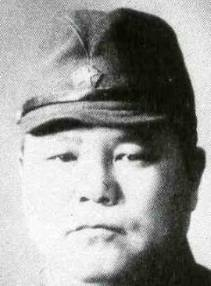
田中隆吉 / 6月5日没

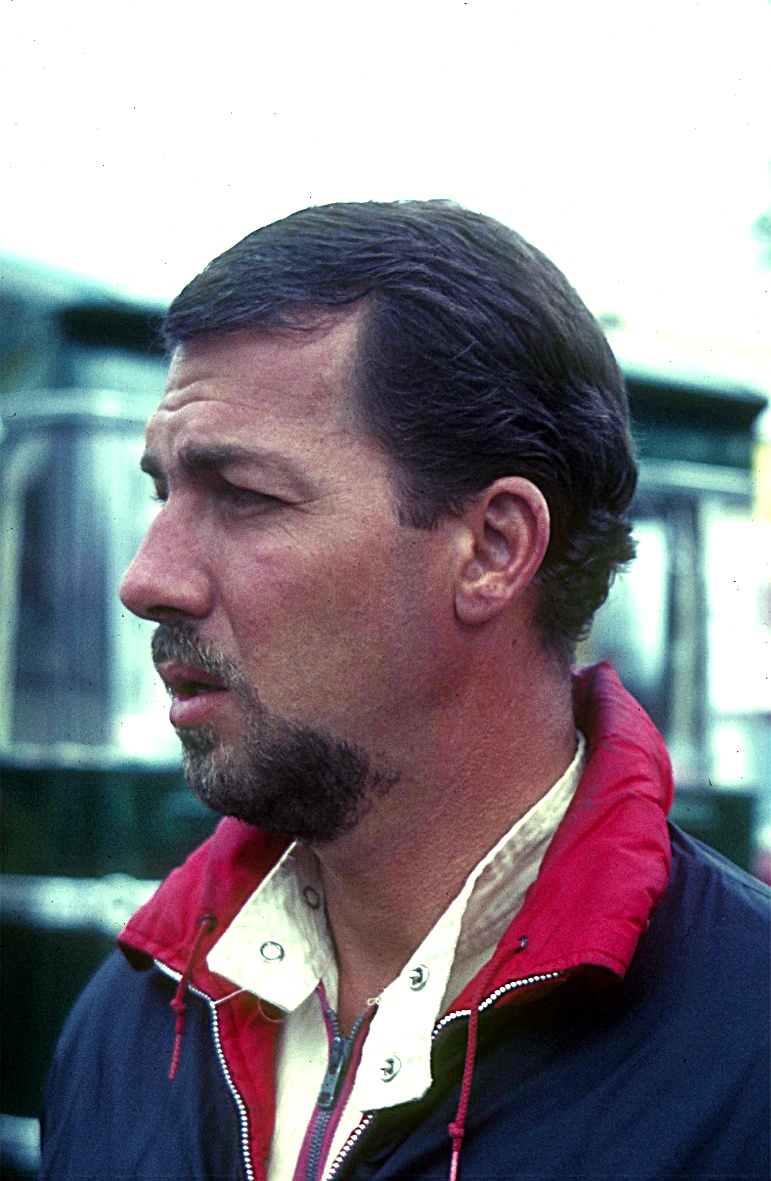
ヨアキム・ボニエ / 6月11日没

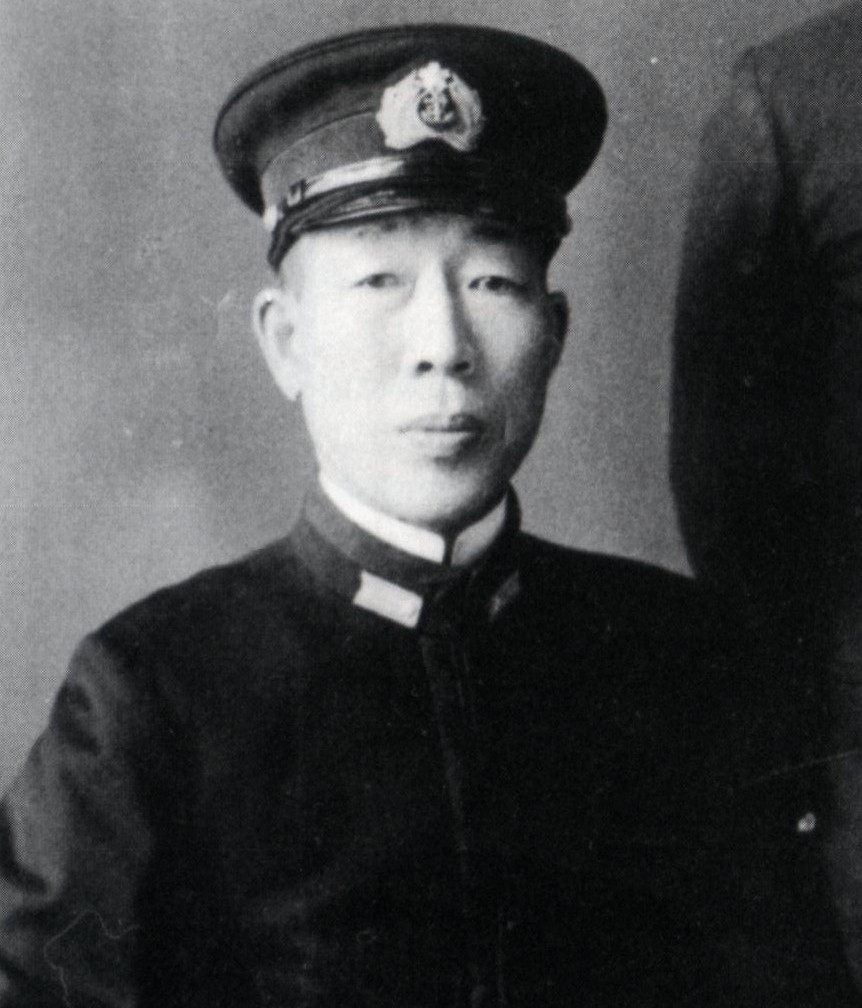
名和武 / 6月22日没

## （1日 - 15日）
- 6月1日 - 高山政吉、武術家（* 1899年）
- 6月2日 - 尾崎久彌、国文学者（* 1890年）
- 6月2日 - 高村豊周、鋳金家（* 1890年）
- 6月3日 - 山内以九士、野球公式記録員（* 1902年）
- 6月5日 - 田中隆吉、陸軍軍人（* 1893年）
- 6月6日 - 石田天海、奇術師（* 1889年）
- 6月6日 - 石津照璽、宗教哲学者（* 1903年）
- 6月7日 - 武田久吉、植物学者・登山家（* 1883年）
- 6月7日 - 野田武夫、政治家（* 1895年）
- 6月8日 - 海老原敬吉、理化学研究所・主任研究員（* 1898年）
- 6月9日 - 徳岡神泉、日本画家（* 1896年）
- 6月11日 - ヨアキム・ボニエ、レーシングドライバー（* 1930年）
- 6月11日 - 國東照太、政治家・実業家（* 1887年）
- 6月11日 - 鳥海青児、洋画家（* 1902年）
- 6月12日 - エドマンド・ウィルソン、文芸評論家（* 1895年）
- 6月12日 - ルートヴィヒ・フォン・ベルタランフィ、生物学者（* 1901年）
- 6月12日 - 荒木武行、ジャーナリスト・実業家・政治家（* 1896年）
- 6月12日 - 石崎千松、政治家（* 1897年）
- 6月14日 - 宮崎松記、医学者（* 1900年）
- 6月15日 - 馬場四郎、教育社会学者（* 1913年）

## （16日 - 30日）
- 6月16日 - 土倉宗明、政治家（* 1889年）
- 6月18日 - ミルトン・ヒューメイソン、天文学者（* 1891年）
- 6月18日 - 阿部合成、洋画家（* 1910年）
- 6月20日 - 権守操一、フランス文学者（* 1908年）
- 6月20日 - 武藤完雄、外科医（* 1898年）
- 6月22日 - 名和武、海軍軍人（* 1892年）
- 6月23日 - 松田伊三雄、実業家・元三越社長（* 1896年）
- 6月27日 - 山崎斌、作家・評論家・染織家（* 1892年）
- 6月27日 - 岡澤完治、弁護士・政治家（* 1923年）
- 6月30日 - 桐淵勘蔵、経営工学者（* 1885年）
- 6月30日 - 丸山二郎、歴史学者（* 1899年）